# 태퍼
《태퍼》(Tapper) 또는 《루트 비어 태퍼》(Root Beer Tapper)는 1983년 발리 미드웨이사에서 만든 아케이드 게임이다. 이 게임의 목적은 맥주를 슬라이드하여 주고 팁과 머그를 받는 게임이다.

## 게임 주제

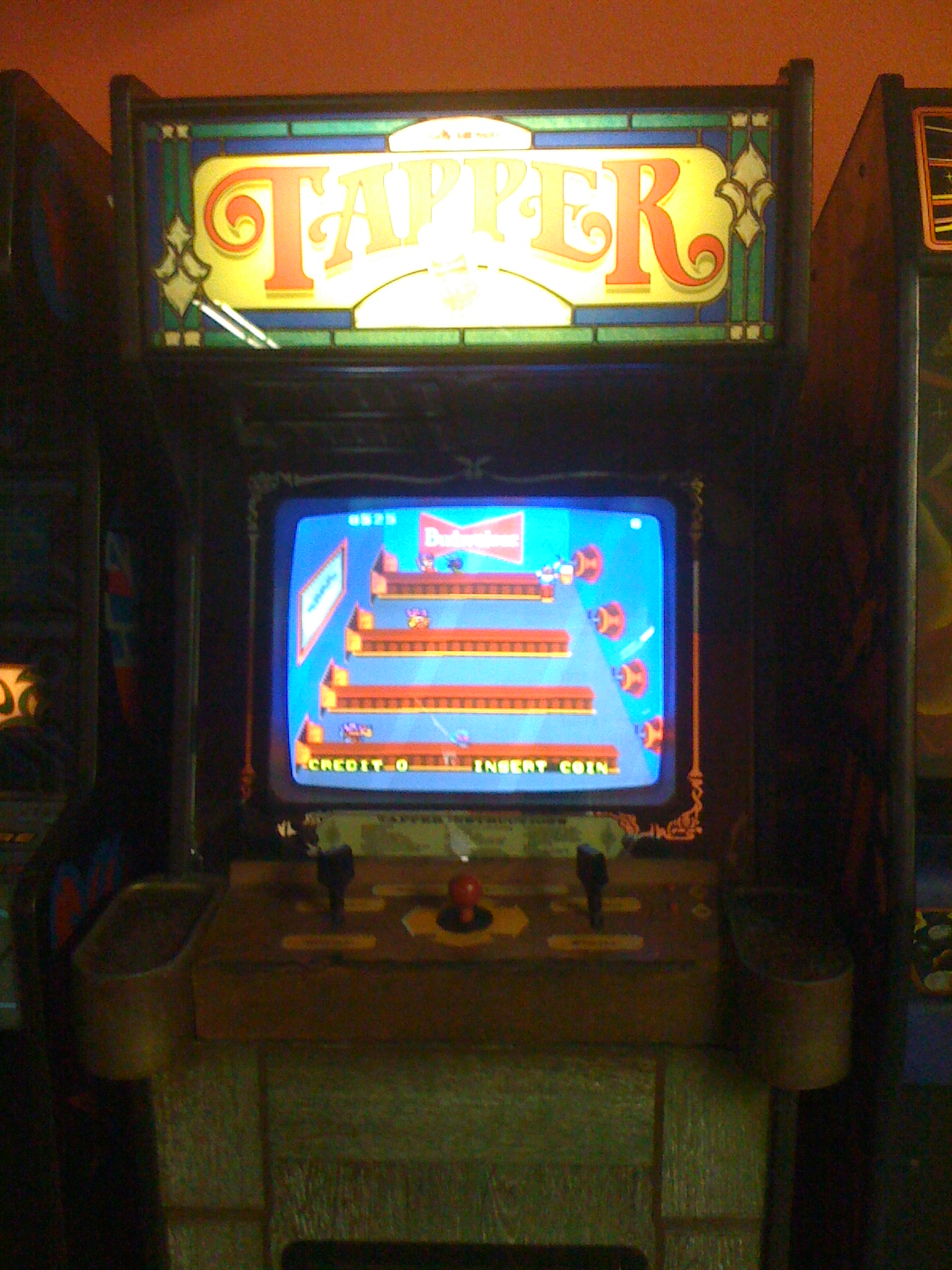
태퍼의 아케이드 스크린

태퍼는 바텐더 일을 맡아 손님들의 참을성이 끝나기 전에 술을 주어야 한다. 이 게임은 버드와이저와 함께 제작하였다.